# Islas San Juan
Las islas San Juan (en inglés, San Juan Islands) es un archipiélago costero localizado en la región del Pacífico Noroeste de América del Norte.

## Islas del archipiélago
Las principales islas del grupo son las siguientes:
- isla Orcas, con 148 km² y una población de 4453 hab. en el año 2000;[1]
- isla San Juan, con 142,59 km² y una población de 6822 habitantes;
- isla López, con 77,2 km² y una población de 2177 habitantes;
- isla Shaw , con 19,95 km² y una población de 235 habitantes;
- isla Blakely, con 16,85 km² y una población de 56 habitantes;
- isla Waldron, con 11,9 km² y una población de 104 habitantes;
- isla Decatur, con 9,12 km² y una población de 71 habitantes;
- isla Stuart, con 7,46 km² y una población de 47 habitantes;

Otras islas del grupo, más pequeñas, son:
- Isla Barnes
- Isla Blind
- Isla Brown
- Isla Center
- Isla Clark
- Isla Crane
- Isla Eliza
- Isla Flattop
- Isla Goose
- Isla Henry
- Isla James
- Isla Johns
- Isla Matia
- Isla Obstruction
- Isla Patos
- Isla Pearl
- Isla Portage
- Isla Sheep
- Isla Sinclair
- Isla Smith
- Isla Spieden
- Isla Sucia
- Isla Vendovi

### Clima

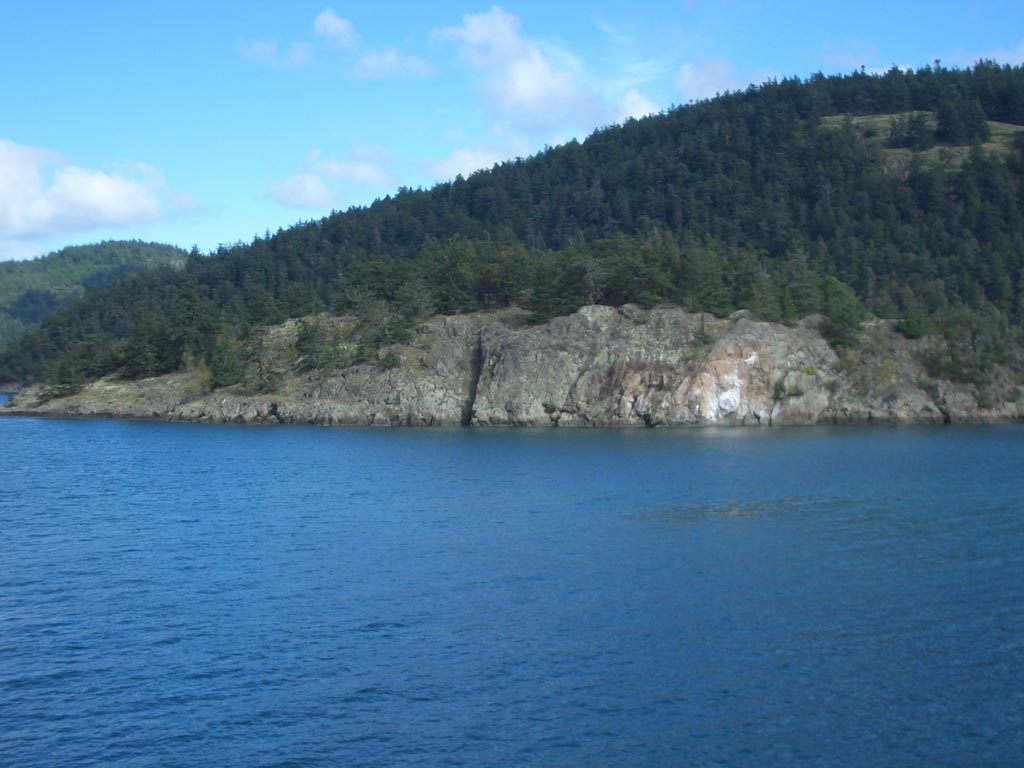
Vista de una de las islas San Juan.

El clima es templado, con inviernos fríos y veranos cálidos, lo que favorece extensiones bastante vastas de coníferas y árboles del tipo pino. Abundantes precipitaciones que es fundamental para su también abundante vegetación, en algunos puntos muy cerrada, debiéndose a esto y al reducido tamaño de las islas que solo estén habitadas cinco sextas partes del total de las 450 islas.